# Sarlande
Sarlande est une commune française située dans le département de la Dordogne, en région Nouvelle-Aquitaine.

## Géographie

### Généralités
Dans le quart nord-est du département de la Dordogne, en Nontronnais, la commune de Sarlande est limitrophe du département de la Haute-Vienne. C'est une commune rurale qui fait partie de l'aire d'attraction de Saint-Yrieix-la-Perche. Bordé à l'est par la Loue, le territoire communal est également arrosé par le Boucheron et par son affluent le Laveau. 
Le petit bourg de Sarlande, traversé par la route départementale (RD) 81E2, se situe, en distances orthodromiques, dix kilomètres au sud-ouest de Saint-Yrieix-la-Perche et seize kilomètres à l'est-nord-est de Thiviers.
Le territoire communal est également desservi par les RD 80 et 81, ainsi que par la RD 704 au nord-est.

### Communes limitrophes
Sarlande est limitrophe de huit autres communes, dont deux du département de la Haute-Vienne. Au nord-est, son territoire est limitrophe de celui de Payzac sur moins de 600 mètres.
| Jumilhac-le-Grand | Saint-Yrieix-la-Perche (Haute-Vienne) | Glandon (Haute-Vienne), Payzac |
| Sarrazac          | Sarlande                              | Angoisse                       |
| Dussac            | Lanouaille                            |                                |

### Géologie et relief

#### Géologie
Situé sur la plaque nord du Bassin aquitain et bordé à son extrémité nord-est par une frange du Massif central, le département de la Dordogne présente une grande diversité géologique. Les terrains sont disposés en profondeur en strates régulières, témoins d'une sédimentation sur cette ancienne plate-forme marine. Le département peut ainsi être découpé sur le plan géologique en quatre gradins différenciés selon leur âge géologique. Sarlande est dans le gradin extrême nord-est que constitue le dernier contrefort du Massif central, avec des roches cristallines formées au Paléozoïque, antérieurement au Carbonifère.
Les couches affleurantes sur le territoire communal sont constituées de formations superficielles du Quaternaire et de roches sédimentaires datant du Cénozoïque et du Paléozoïque, ainsi que de roches métamorphiques. La formation la plus ancienne, notée ζ1-2I, se comp!ose de gneiss plagioclastiques grauwackeux à schisteux à deux micas ou biotite seule et sillimanite et parfois microcline (Néoprotérozoïque à Cambrien). La formation la plus récente, notée Fy3-z, fait partie des formations superficielles de type alluvions subactuelles à actuelles. Le descriptif de ces couches est détaillé dans  les feuilles « no 735 - Thiviers » et « no 736 - Saint-Yrieix-la-Perche » de la carte géologique au 1/50 000 de la France métropolitaine, et leurs notices associées,.

Carte géologique de Sarlande.

#### Relief et paysages
Le département de la Dordogne se présente comme un vaste plateau incliné du nord-est (491 m, à la forêt de Vieillecour dans le Nontronnais, à Saint-Pierre-de-Frugie) au sud-ouest (2 m à Lamothe-Montravel). L'altitude du territoire communal varie quant à elle entre 233 mètres à l'extrême-sud, là où la Loue rencontre son affluent le Mulet et quitte la commune pour servir de limite entre celles de Dussac et Lanouaille, et 388 mètres à l'extrême-nord, près du lieu-dit Villeras, en limite de la commune de Saint-Yrieix-la-Perche.
Dans le cadre de la Convention européenne du paysage entrée en vigueur en France le 1er juillet 2006, renforcée par la loi du 8 août 2016 pour la reconquête de la biodiversité, de la nature et des paysages, un atlas des paysages de la Dordogne a été élaboré sous maîtrise d’ouvrage de l’État et publié en octobre 2020. Les paysages du département s'organisent en huit unités paysagères,. La commune est dans l'unité paysagère du « Périgord limousin » qui correspond à la région naturelle du Nontronnais. Ce territoire forme un plateau collinaire aux pentes douces et sommets arasés, d’altitude moyenne autour des 300 m dont le point culminant est également celui de la Dordogne. Ce plateau cristallin est vallonné et dominé par les prairies aux horizons boisés. Il est entaillé de vallées profondes aux versants forestiers,.
La superficie cadastrale de la commune publiée par l'Insee, qui sert de référence dans toutes les statistiques, est de 34,74 km2,,. La superficie géographique, issue de la BD Topo, composante du Référentiel à grande échelle produit par l'IGN, est quant à elle de 35,39 km2.

### Hydrographie

#### Réseau hydrographique
La commune est située dans le bassin de la Dordogne au sein du Bassin Adour-Garonne. Elle est drainée par la Loue, le Roulet, la Labance, le Boucheron, le Mulet et par divers petits cours d'eau, qui constituent un réseau hydrographique de 51 km de longueur totale,.
La Loue, d'une longueur totale de 50,87 km, prend sa source dans la Haute-Vienne dans la commune de Saint-Yrieix-la-Perche et se jette dans l'Isle en rive gauche à Coulaures,. Elle traverse la commune du nord-est au sud-est sur quinze kilomètres, lui servant de limite naturelle sur douze kilomètres et demi en deux tronçons, face à Saint-Yrieix-la-Perche au nord-est, et Angoisse et Lanouaille à l'est.
Affluent de rive gauche de la Loue, la Labance borde la commune au nord-est sur près de deux kilomètres, face à Glandon.
Affluent de rive droite de la Loue, le Mulet sert intégralement au sud-ouest sur les presque quatre kilomètres de son cours de limite avec Dussac.
Le Roulet, ou Laveau dans sa partie amont, d'une longueur totale de 11,71 km, prend sa source dans la commune de Jumilhac-le-Grand et se jette dans le Boucheron en rive droite à Sarrazac, 1,2 km au sud-est du bourg. Il arrose le nord-ouest du territoire communal sur cinq kilomètres et demi, marquant la limite communale sur environ la moitié, face à Saint-Yrieix-la-Perche et Jumilhac-le-Grand.
Affluent de rive droite du Lavaud, le Boucheron prend sa source sur le territoire communal, trois kilomètres au sud-sud-ouest du bourg de Sarlande et baigne la commune sur deux kilomètres et demi dont un demi-kilomètre face à Sarrazac.

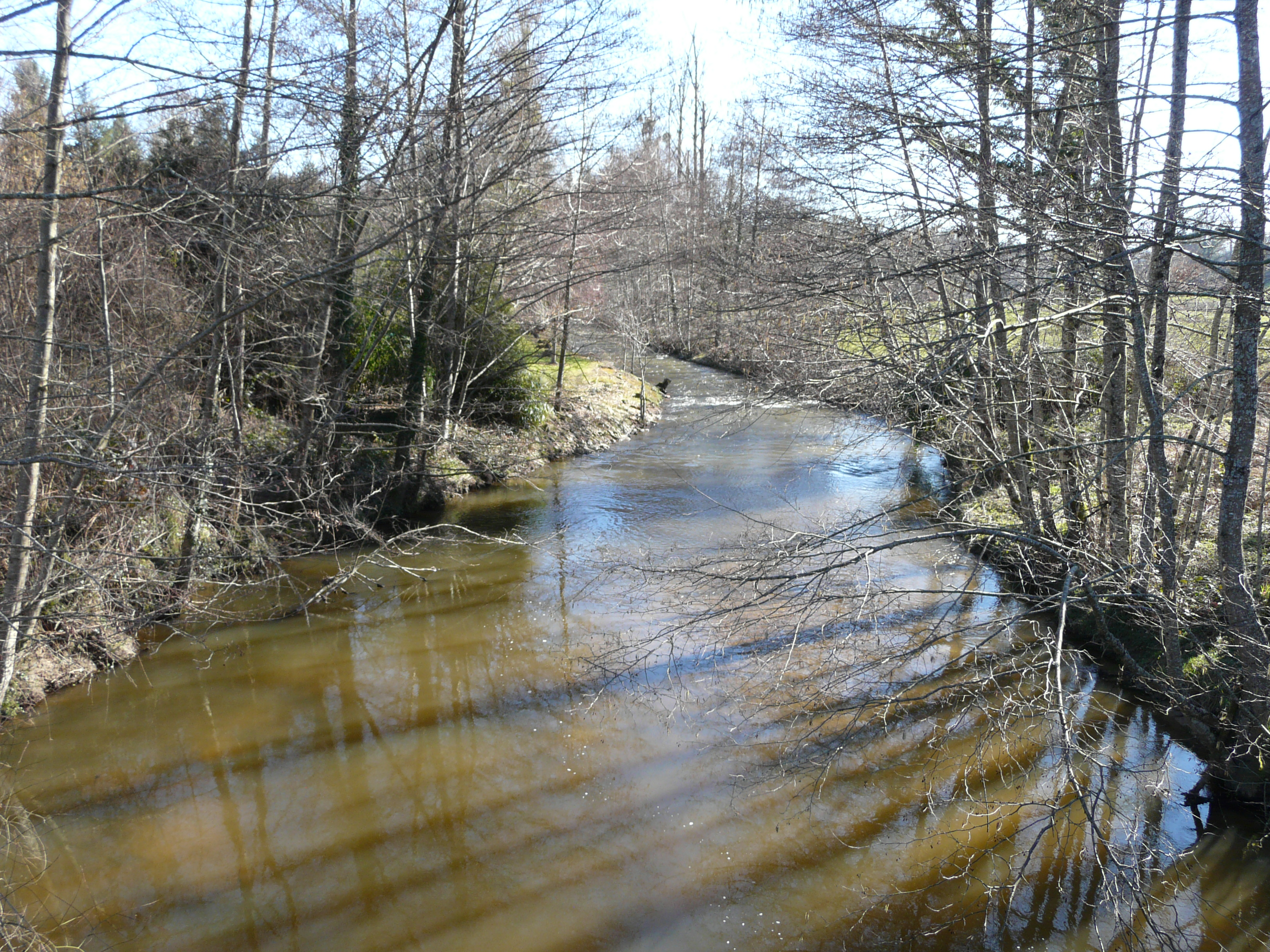
La Loue près du moulin du Pont, à Sarlande.
Réseaux hydrographique et routier de Sarlande.

#### Gestion et qualité des eaux
Le territoire communal est couvert par le schéma d'aménagement et de gestion des eaux (SAGE) « Isle - Dronne ». Ce document de planification, dont le territoire regroupe les bassins versants de l'Isle et de la Dronne, d'une superficie de 7 500 km2, a été approuvé le 2 août 2021. La structure porteuse de l'élaboration et de la mise en œuvre est l'établissement public territorial de bassin de la Dordogne (EPIDOR). Il définit sur son territoire les objectifs généraux d’utilisation, de mise en valeur et de protection quantitative et qualitative des ressources en eau superficielle et souterraine, en respect des objectifs de qualité définis dans le troisième SDAGE  du Bassin Adour-Garonne qui couvre la période 2022-2027, approuvé le 10 mars 2022.
La qualité des eaux de baignade et des cours d’eau peut être consultée sur un site dédié géré par les agences de l’eau et l’Agence française pour la biodiversité.

### Climat
Pour des articles plus généraux, voir Climat de la Nouvelle-Aquitaine et Climat de la Dordogne.
Historiquement, la commune est exposée à un climat océanique aquitain.  
En 2020, Météo-France publie une typologie des climats de la France métropolitaine dans laquelle la commune est exposée à un climat océanique altéré et est dans la région climatique  Ouest et nord-ouest du Massif Central, caractérisée par une pluviométrie annuelle de 900 à 1 500 mm, maximale en automne et en hiver.
Pour la période 1971-2000, la température annuelle moyenne est de 11,6 °C, avec  une amplitude thermique annuelle de 15,2 °C. Le cumul annuel moyen de précipitations est de 1 022 mm, avec 13,5 jours de précipitations en janvier et 7,8 jours en juillet. Pour la période 1991-2020, la température moyenne annuelle observée sur la station météorologique la plus proche, située sur la commune de La Coquille à 15 km à vol d'oiseau, est de 12,1 °C et le cumul annuel moyen de précipitations est de 1 178,8 mm,. Pour l'avenir, les paramètres climatiques de la commune estimés pour 2050 selon différents scénarios d’émission de gaz à effet de serre sont consultables sur un site dédié publié par Météo-France en novembre 2022.

## Urbanisme

### Typologie
Au 1er janvier 2024, Sarlande est catégorisée commune rurale à habitat très dispersé, selon la nouvelle grille communale de densité à 7 niveaux définie par l'Insee en 2022.
Elle est située hors unité urbaine. Par ailleurs la commune fait partie de l'aire d'attraction de Saint-Yrieix-la-Perche, dont elle est une commune de la couronne,. Cette aire, qui regroupe 11 communes, est catégorisée dans les aires de moins de 50 000 habitants,.

### Occupation des sols
L'occupation des sols de la commune, telle qu'elle ressort de la base de données européenne d’occupation biophysique des sols Corine Land Cover (CLC), est marquée par l'importance des territoires agricoles (59,6 % en 2018), en diminution par rapport à 1990 (62,6 %). La répartition détaillée en 2018 est la suivante : 
zones agricoles hétérogènes (51,6 %), forêts (39,7 %), prairies (3,6 %), cultures permanentes (2,6 %), terres arables (1,9 %), milieux à végétation arbustive et/ou herbacée (0,6 %). L'évolution de l’occupation des sols de la commune et de ses infrastructures peut être observée sur les différentes représentations cartographiques du territoire : la carte de Cassini (XVIIIe siècle), la carte d'état-major (1820-1866) et les cartes ou photos aériennes de l'IGN pour la période actuelle (1950 à aujourd'hui).

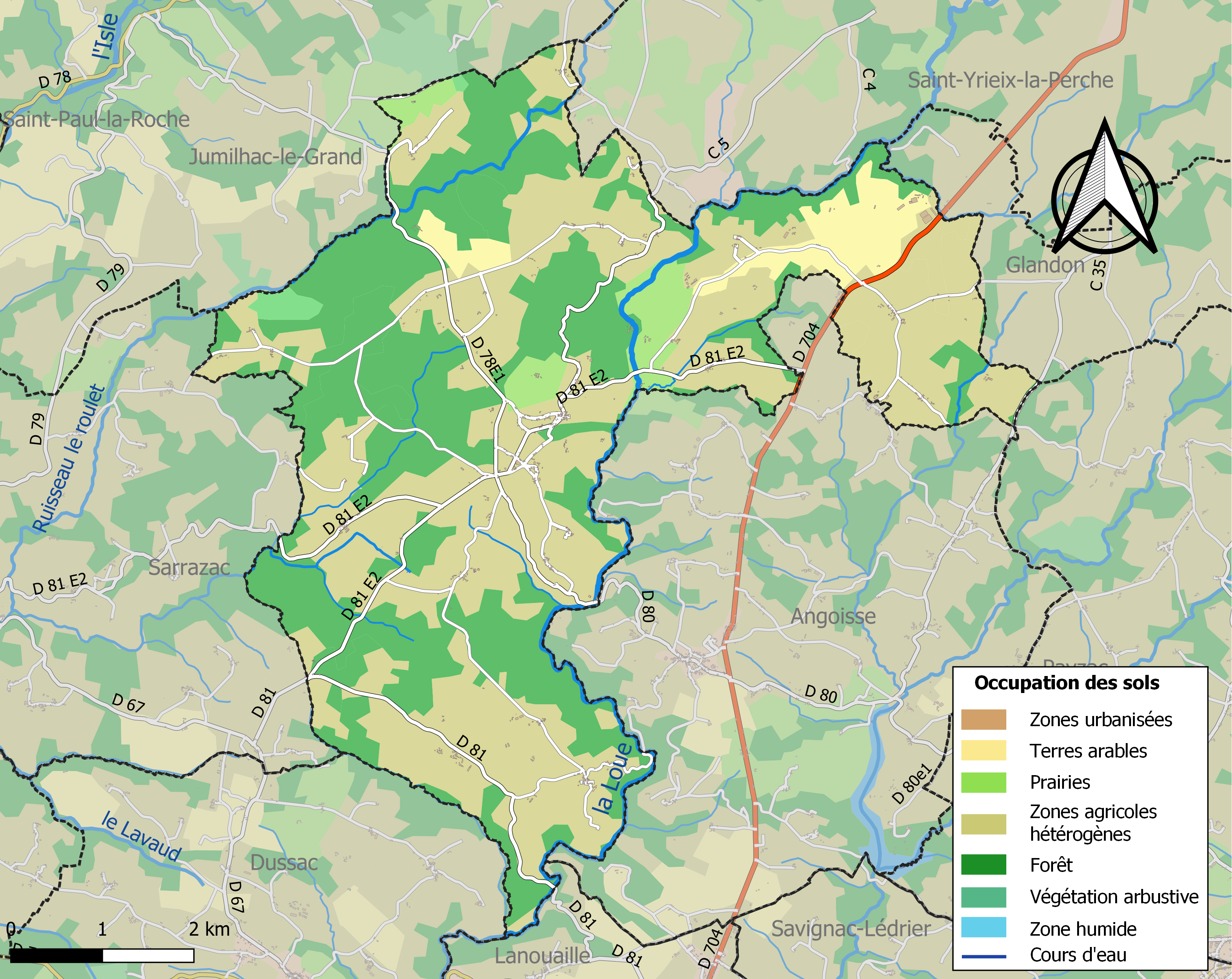
Carte des infrastructures et de l'occupation des sols de la commune en 2018 (CLC).

### Prévention des risques
Le territoire de la commune de Sarlande est vulnérable à différents aléas naturels : météorologiques (tempête, orage, neige, grand froid, canicule ou sécheresse), feux de forêts et séisme (sismicité très faible). Il est également exposé à un risque particulier : le risque de radon. Un site publié par le BRGM permet d'évaluer simplement et rapidement les risques d'un bien localisé soit par son adresse soit par le numéro de sa parcelle.

#### Risques naturels
Sarlande est exposée au risque de feu de forêt. L’arrêté préfectoral du 14 mars 2013 fixe les conditions de pratique des incinérations et de brûlage dans un objectif de réduire le risque de départs d’incendie. À ce titre, des périodes sont déterminées : interdiction totale du 15 février au 15 mai et du 15 juin au 15 octobre, utilisation réglementée du 16 mai au 14 juin et du 16 octobre au 14 février. En septembre 2020, un plan inter-départemental de protection des forêts contre les incendies (PidPFCI) a été adopté pour la période 2019-2029,.
La commune a été reconnue en état de catastrophe naturelle au titre des dommages causés par les inondations et coulées de boue survenues en 1982, 1993 et 1999 et par des mouvements de terrain en 1999.

#### Risque particulier
Dans plusieurs parties du territoire national, le radon, accumulé dans certains logements ou autres locaux, peut constituer une source significative d’exposition de la population aux rayonnements ionisants. Selon la classification de 2018, la commune de Sarlande est classée en zone 3, à savoir zone à potentiel radon significatif.

## Toponymie

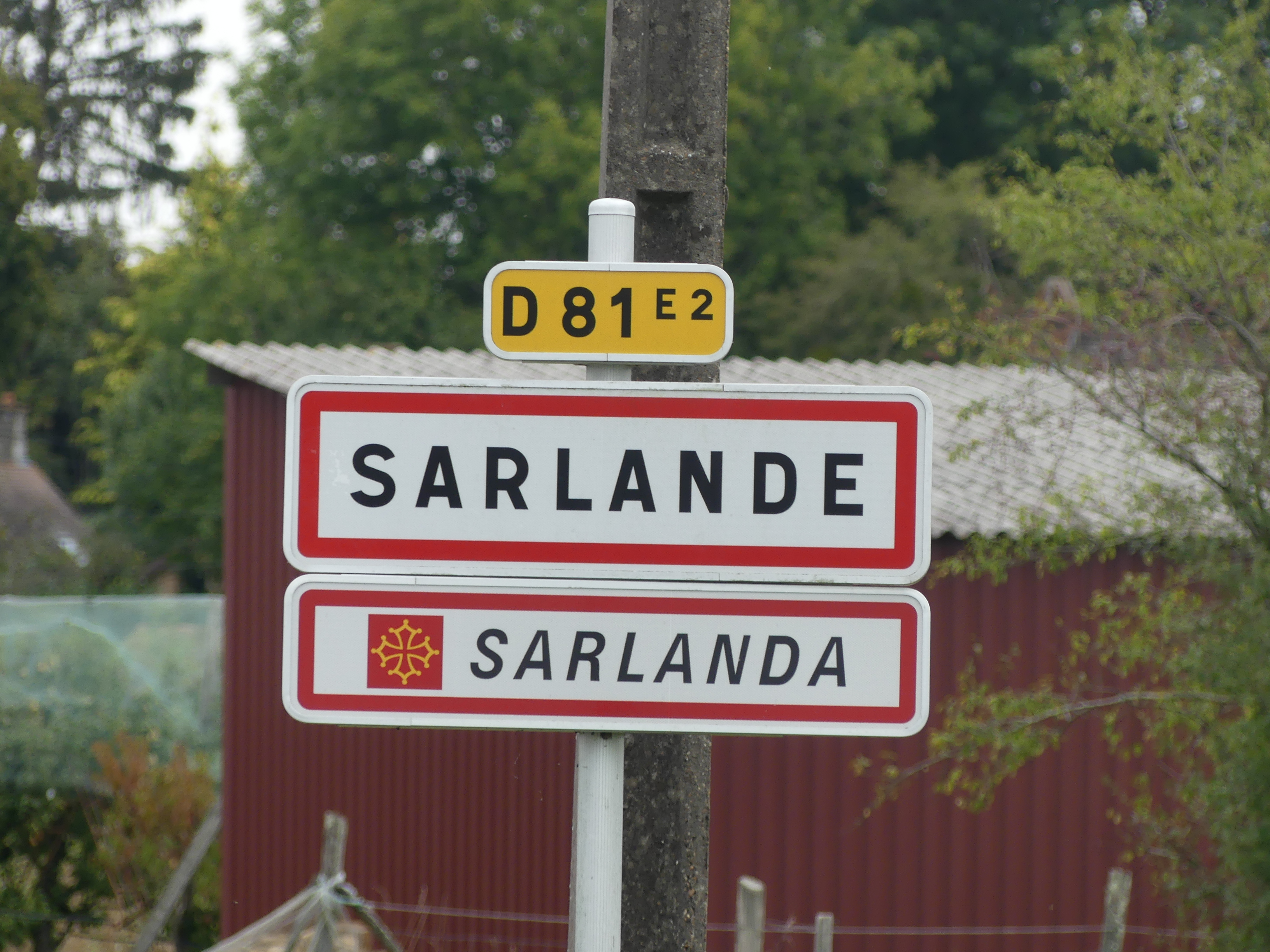
Panneau d'entrée au bourg en français et occitan.

En occitan, la commune porte le nom de Sarlanda,.

## Histoire
Pendant la Seconde Guerre mondiale, Louis Godefroy participe à la mise sur pied de plans d'ensemble organisant des opérations de résistance sur Thiviers et Sarlande.
José Gonzalvo Uson prend la tête d'un groupe de maquis F.T.P.F. formé à Sarlande.

## Politique et administration

### Rattachements administratifs
La commune de Sarlande a, dès 1790, été rattachée au canton de Dussac qui dépendait du district d'Excideuil jusqu'en 1795, date de suppression des districts. Lorsque ce canton est supprimé par la loi du 8 pluviôse an IX (28 janvier 1801) portant sur la « réduction du nombre de justices de paix », la commune est rattachée au canton de Lanouaille nouvellement créé et dépendant de l'arrondissement de Nontron.

### Intercommunalité
Fin 2000, Sarlande intègre dès sa création la communauté de communes Auvézère Loue qui, quelques mois plus tard, prend le nom de communauté de communes du Pays de Lanouaille. Celle-ci, agrandie en 2017, prend le nom de communauté de communes Isle-Loue-Auvézère en Périgord.

### Administration municipale
La population de la commune étant comprise entre 100 et 499 habitants au recensement de 2017, onze conseillers municipaux ont été élus en 2020,.

### Liste des maires

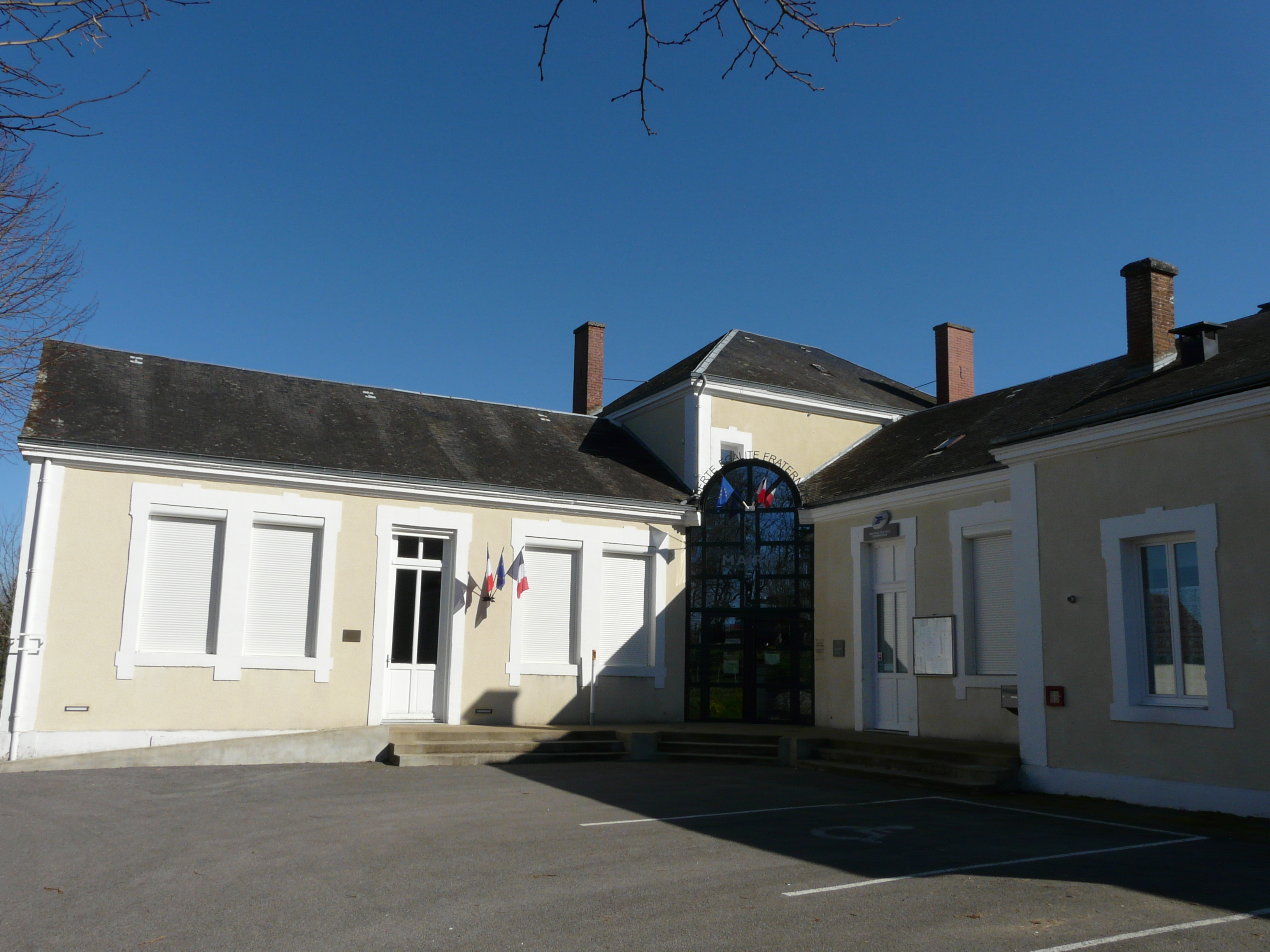
La mairie.

| Période                                  | Période   | Identité      | Étiquette | Qualité     |
| ---------------------------------------- | --------- | ------------- | --------- | ----------- |
| Les données manquantes sont à compléter. |           |               |           |             |
|                                          |           |               |           |             |
| mars 1983                                | mars 2008 | Camille Claud | PCF       |             |
| mars 2008 (réélu en mai 2020)            | En cours  | Alain Meyzie  | DVG       | Agriculteur |

## Équipements et services publics

### Eau
En 2024, la commune dépend du Syndicat intercommunal d'alimentation en eau potable (SIAEP) du Nord Est Périgord.

### Justice
En 2023, dans le domaine judiciaire, Sarlande relève : 
- du tribunal judiciaire, du tribunal pour enfants, du conseil de prud'hommes et du tribunal de commerce de Périgueux ;
- du pôle Nationalité du tribunal judiciaire de Périgueux (compétent uniquement dans le domaine de la nationalité) ;
- de la cour d'appel, du tribunal administratif et de la  cour administrative d'appel de Bordeaux.

## Population et société

### Démographie
L'évolution du nombre d'habitants est connue à travers les recensements de la population effectués dans la commune depuis 1793. Pour les communes de moins de 10 000 habitants, une enquête de recensement portant sur toute la population est réalisée tous les cinq ans, les populations de référence des années intermédiaires étant quant à elles estimées par interpolation ou extrapolation. Pour la commune, le premier recensement exhaustif entrant dans le cadre du nouveau dispositif a été réalisé en 2006.

En 2022, la commune comptait 423 habitants, en évolution de −0,7 % par rapport à 2016 (Dordogne : +0,37 %, France hors Mayotte : +2,11 %).
| 1793 | 1800 | 1806 | 1821  | 1831  | 1836  | 1841  | 1846  | 1851  |
| ---- | ---- | ---- | ----- | ----- | ----- | ----- | ----- | ----- |
| 955  | 808  | 841  | 1 049 | 1 100 | 1 246 | 1 227 | 1 312 | 1 213 |

| 1856  | 1861  | 1866  | 1872  | 1876  | 1881  | 1886  | 1891  | 1896  |
| ----- | ----- | ----- | ----- | ----- | ----- | ----- | ----- | ----- |
| 1 164 | 1 115 | 1 115 | 1 038 | 1 054 | 1 029 | 1 115 | 1 229 | 1 266 |

| 1901  | 1906  | 1911  | 1921  | 1926  | 1931  | 1936 | 1946 | 1954 |
| ----- | ----- | ----- | ----- | ----- | ----- | ---- | ---- | ---- |
| 1 250 | 1 310 | 1 258 | 1 161 | 1 146 | 1 095 | 982  | 934  | 834  |

| 1962 | 1968 | 1975 | 1982 | 1990 | 1999 | 2006 | 2011 | 2016 |
| ---- | ---- | ---- | ---- | ---- | ---- | ---- | ---- | ---- |
| 811  | 697  | 621  | 524  | 468  | 420  | 420  | 417  | 426  |

| 2021 | 2022 | - | - | - | - | - | - | - |
| ---- | ---- | - | - | - | - | - | - | - |
| 427  | 423  | - | - | - | - | - | - | - |

## Économie

### Emploi
En 2015, parmi la population communale comprise entre 15 et 64 ans, les actifs représentent 198 personnes, soit 47,4 % de la population municipale. Le nombre de chômeurs (17) a diminué par rapport à 2010 (21) et le taux de chômage de cette population active s'établit à 8,4 %.

### Établissements
Au 31 décembre 2015, la commune compte soixante établissements, dont vingt-sept dans l'agriculture, la sylviculture ou la pêche, vingt-quatre au niveau des commerces, transports ou services, quatre dans la construction, trois relatifs au secteur administratif, à l'enseignement, à la santé ou à l'action sociale, et deux dans l'industrie.

### Entreprises
Dans le secteur agroalimentaire, parmi les entreprises dont le siège social est en Dordogne, la « SA Pont Labance » (culture de fruits à pépins et à noyau) implantée à Sarlande se classe en 36e position quant au chiffre d'affaires hors taxes en 2015-2016, avec 2 057 k€.

## Culture locale et patrimoine

### Lieux et monuments
- Prieuré disparu de Saint-Jean-de-la-Fayette (ordre de l’Artige), mentionné dans la bulle de 1158[58]  du pape Adrien IV, et dont le chanceladais Bernard de Labrousse de Beauregard fut titulaire en 1787[59].
- Église Saint-Léger du XIIe siècle, dont le clocher est inscrit au titre des monuments historiques depuis 1949[60].

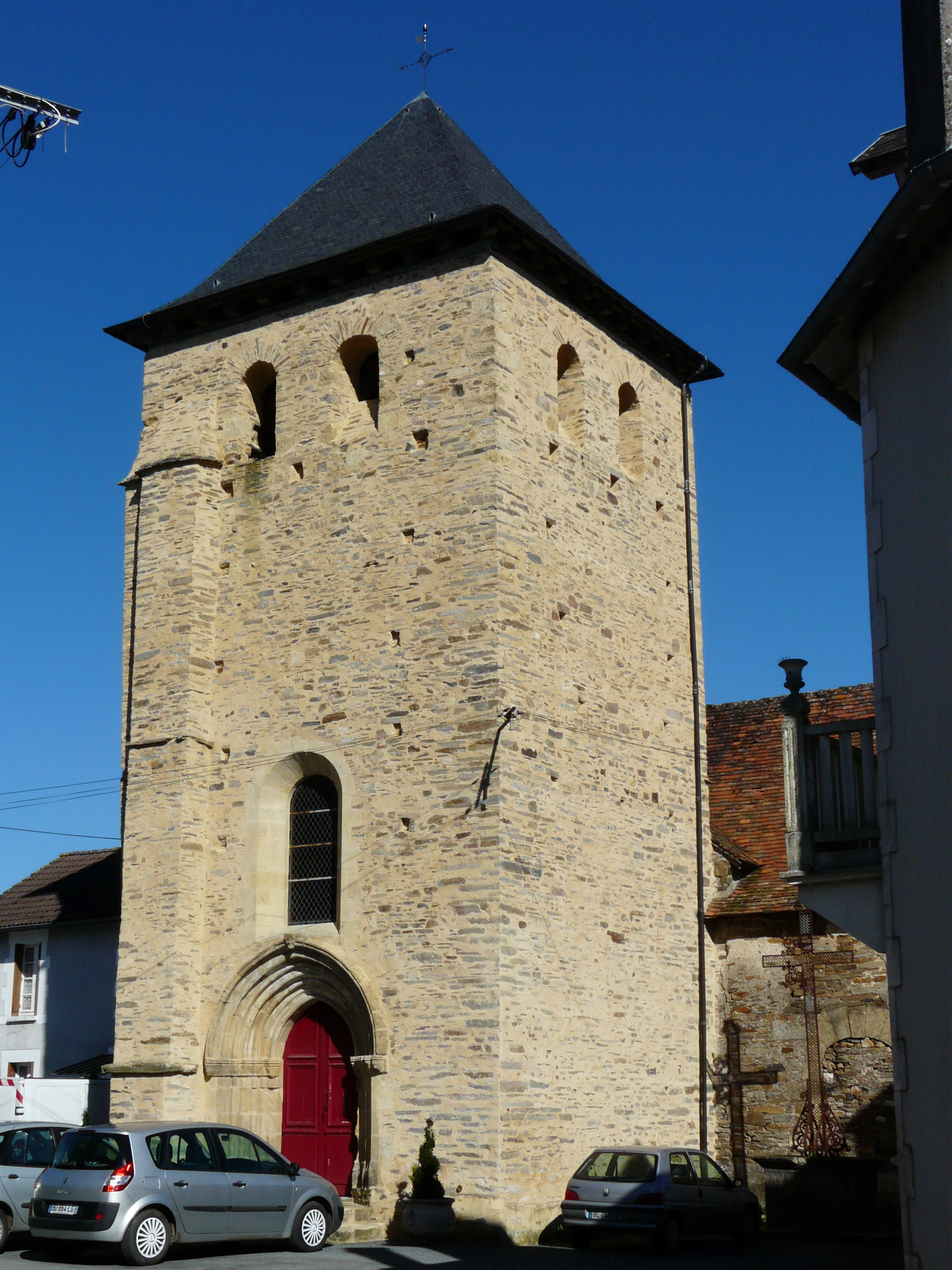
Le clocher fortifié de l'église Saint-Léger.
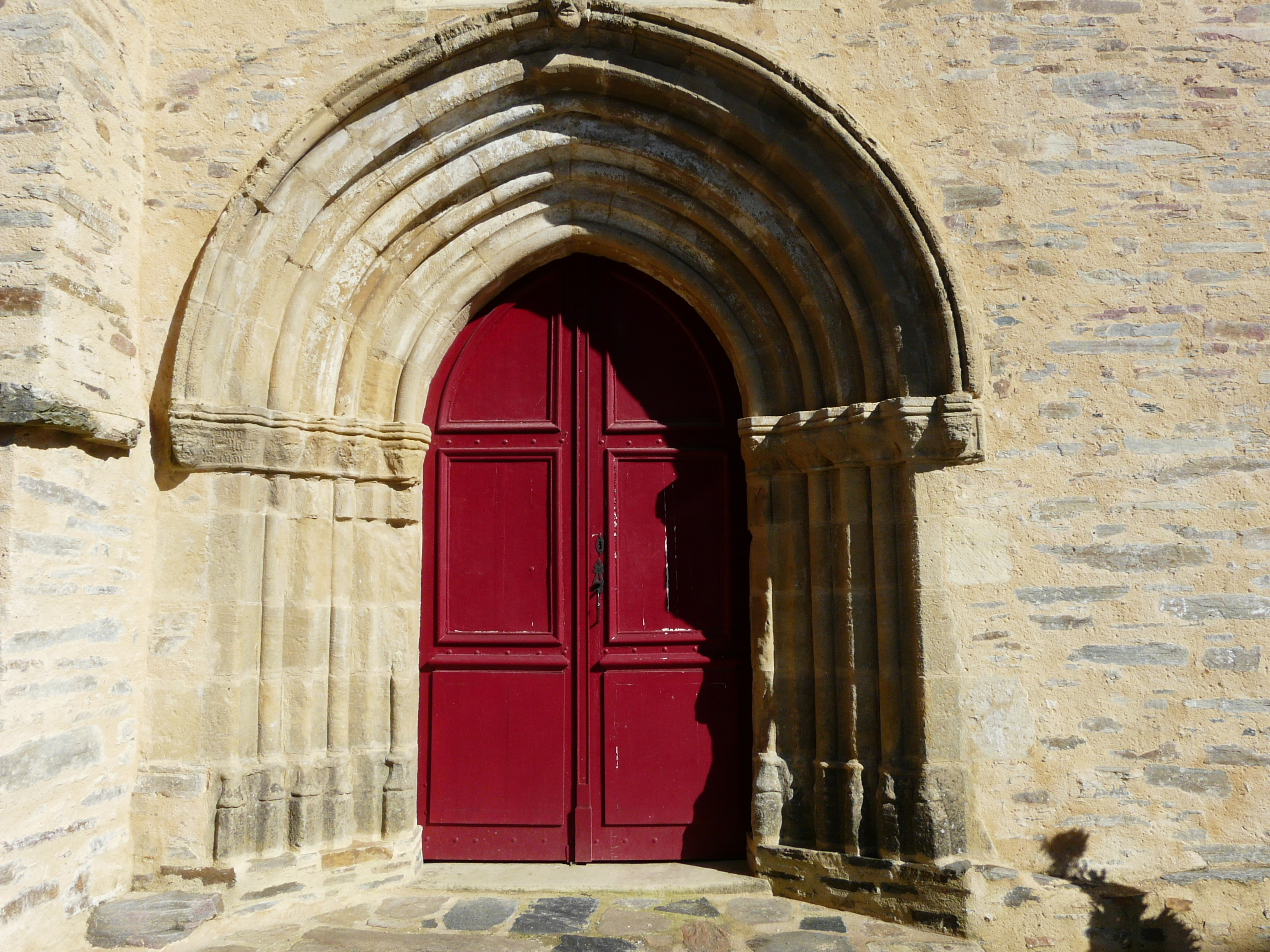
Son portail.
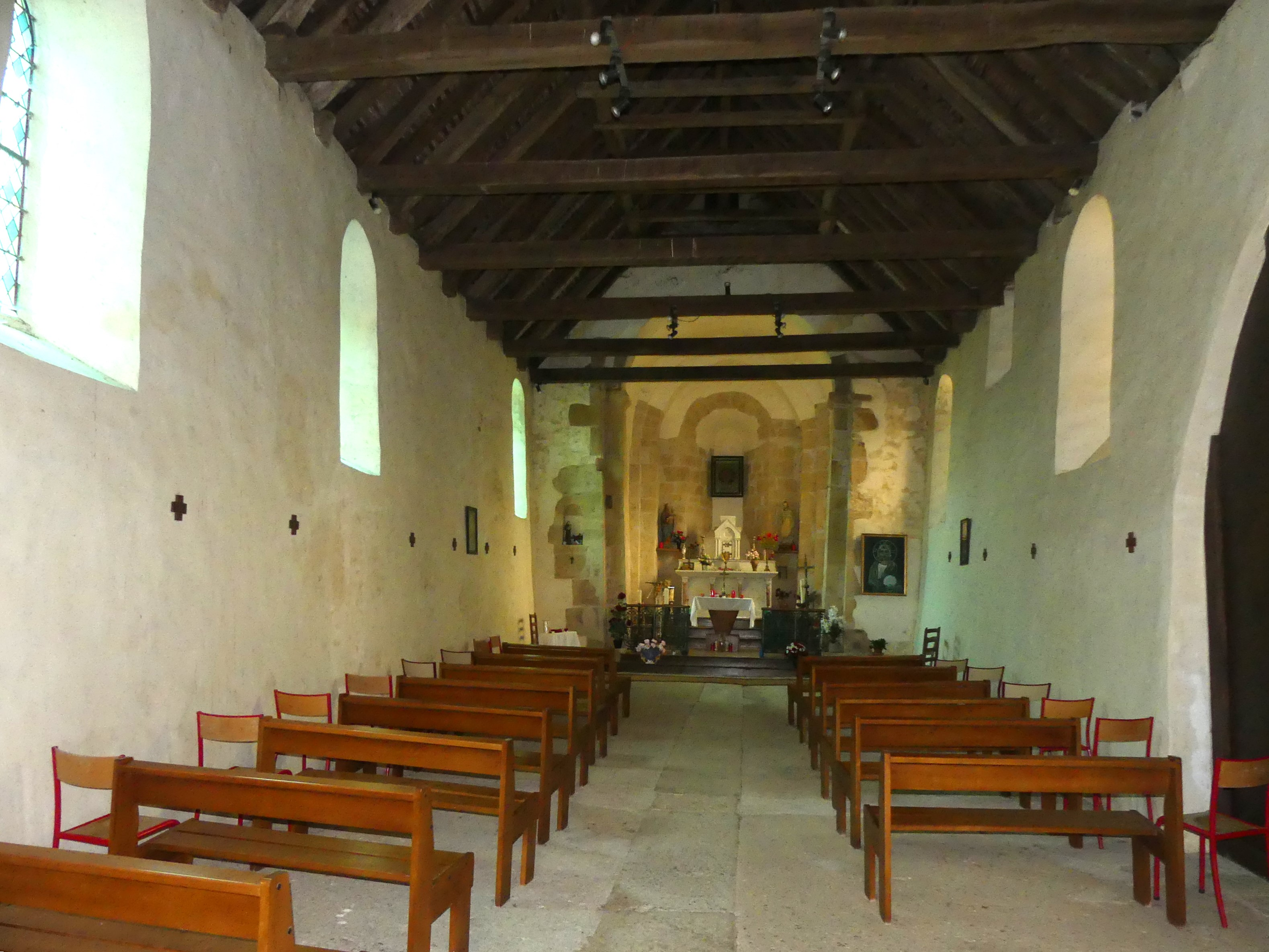
Sa nef.
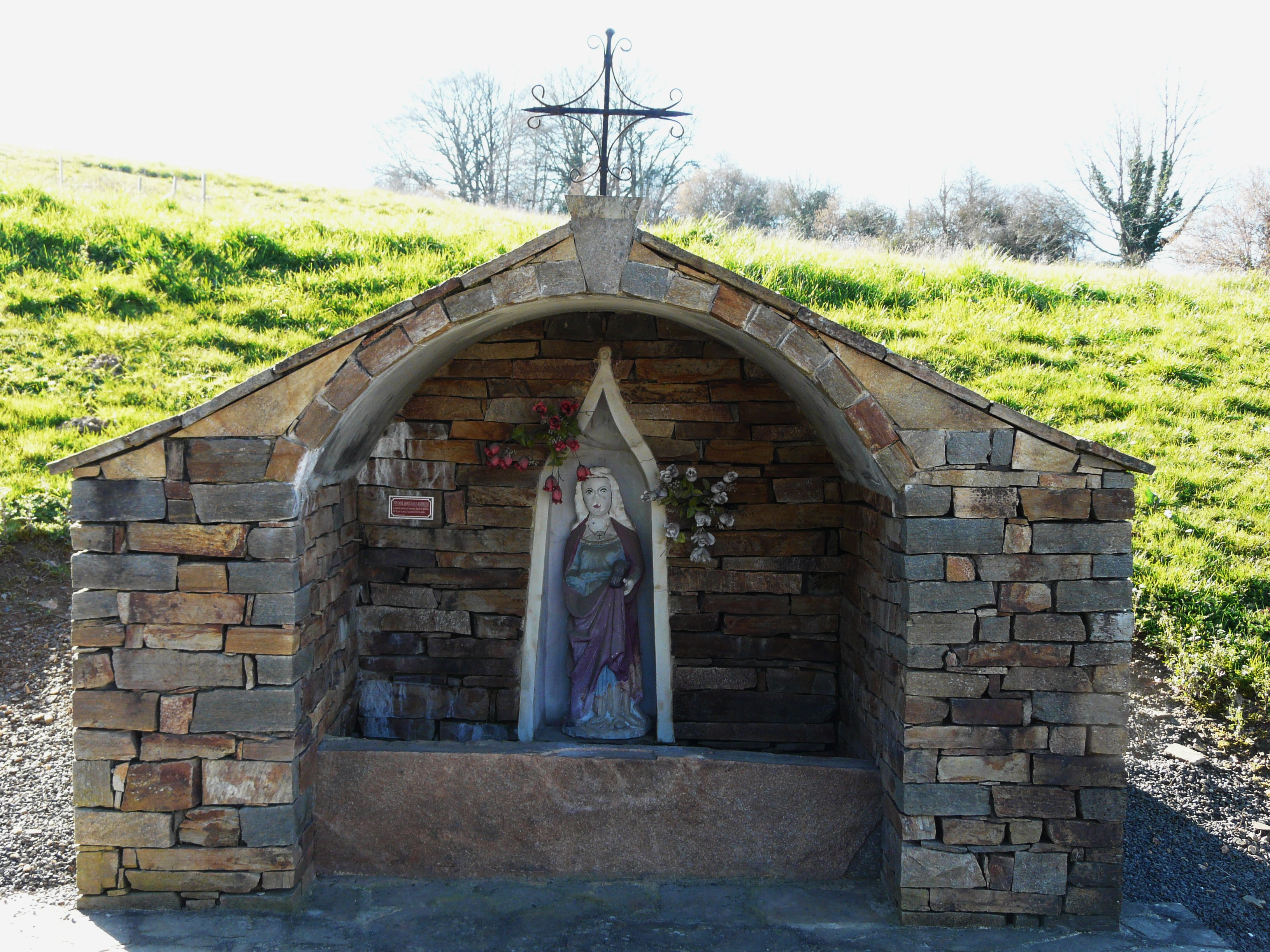
La fontaine Sainte-Madeleine, au nord du bourg.
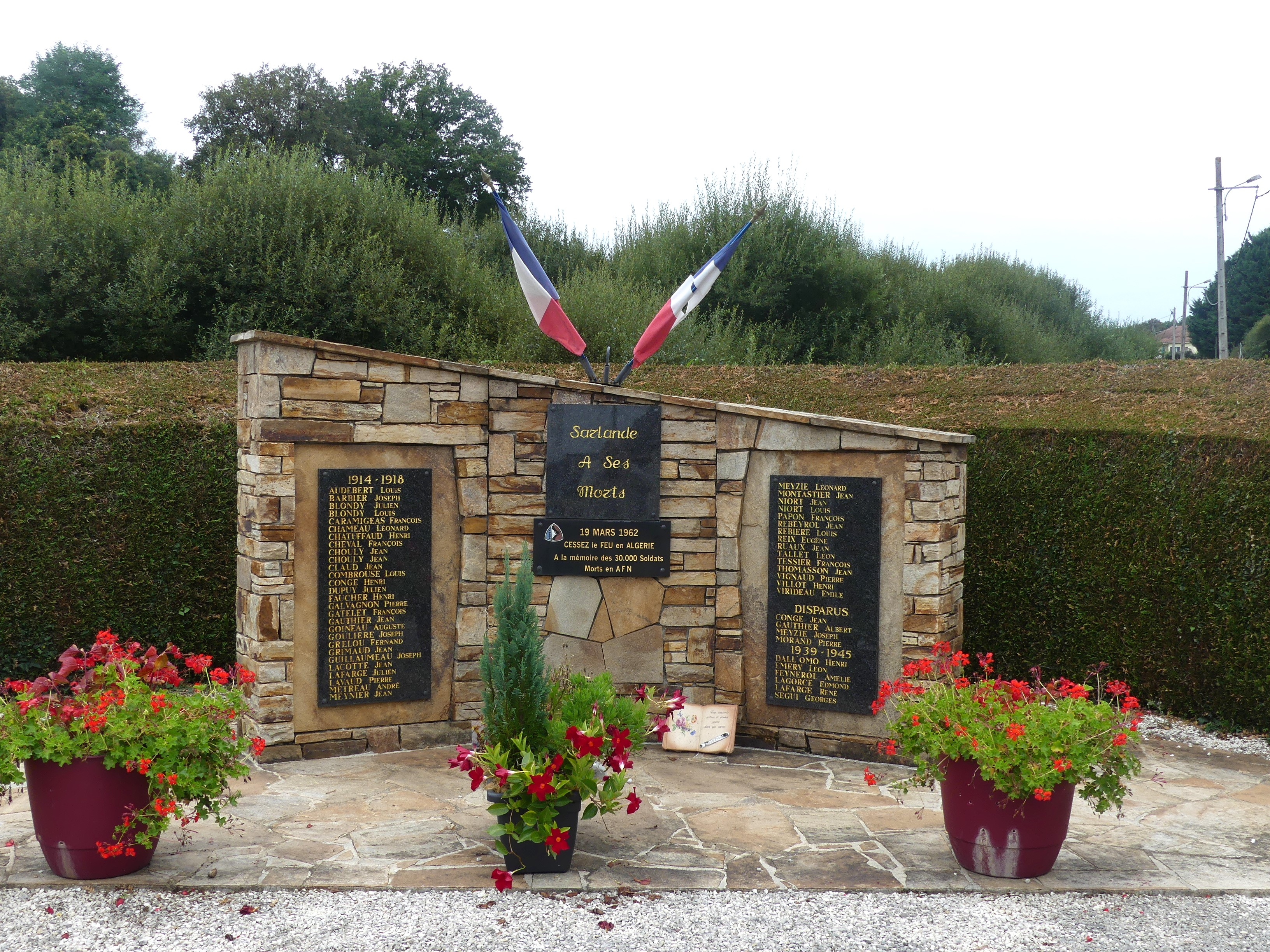
Le monument aux morts.

## Pour approfondir